# Powiat Ropczycko-Sędziszowski
Der Powiat Ropczycko-Sędziszowski ist ein Powiat (Kreis) in der polnischen Woiwodschaft Karpatenvorland. Der Powiat hat eine Fläche von 548,89 km², auf der 71.000 Einwohner leben. 

## Gemeinden
Der Powiat umfasst fünf Gemeinden, davon zwei Stadt-und-Land-Gemeinden sowie drei Landgemeinden.

### Stadt-und-Land-Gemeinden
- Ropczyce
- Sędziszów Małopolski

### Landgemeinden
- Iwierzyce
- Ostrów
- Wielopole Skrzyńskie